# اندیس مرمریت ۳۱۴۰
مرمریت ۳۱۴۰ یک اندیس مصالح ساختمانی است که در حوالی شهر اقلید استان فارس قرار دارد و مادهٔ معدنی موجود در آن، مرمریت است.سنگ میزبان این اندیس سنگ آهک است و دیرینگی آن به دوران تریاس - ژوراسیک می‌رسد. 